# Petozirisz sírja

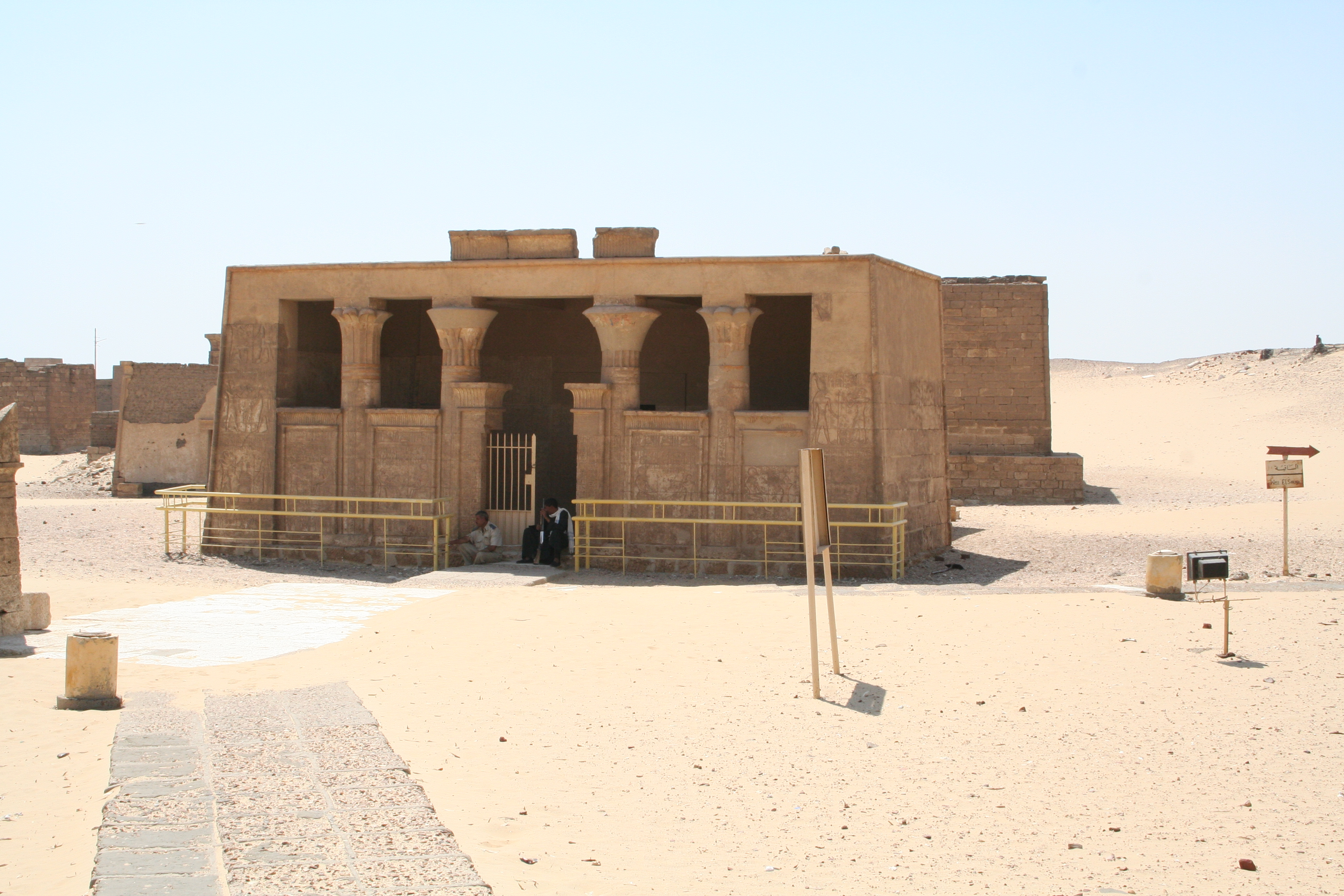
Petozirisz sírja

Petozirisz sírja az i. e. 300 körül élt Petozirisz ókori egyiptomi Thot-főpap sírja. Hermopolisz (El-Asmunein) temetőjében, a ma Tuna el-Gebel néven ismert lelőhelyen található. Díszítése a görög művészetnek az egyiptomira gyakorolt hatására a legkorábbi jelentős példa.
A sír templomra emlékeztet (leginkább a denderaira). Az egész épületen megfigyelhető az egyiptomi és görög stílus keveredése: külseje tipikus későkori, udvara görög stílusú. Vallásos témájú reliefjei egyiptomi, míg a világi témájúak görög vagy kevert egyiptomi-görög 
stílusúak. A sír Nagy Sándor egyiptomi hódítása körül készült, díszítésében a stíluskeveredést az magyarázhatja, hogy a sírépítő kedvében akart járni Egyiptom új urainak.
A sír már közvetlenül Petozirisz halála után zarándokhellyé vált
Hermopolisz földrajzi koordinátái: é. sz. 27° 44′ 18″, k. h. 30° 42′ 16″27.738333°N 30.704444°E